# Hallie Flanagan

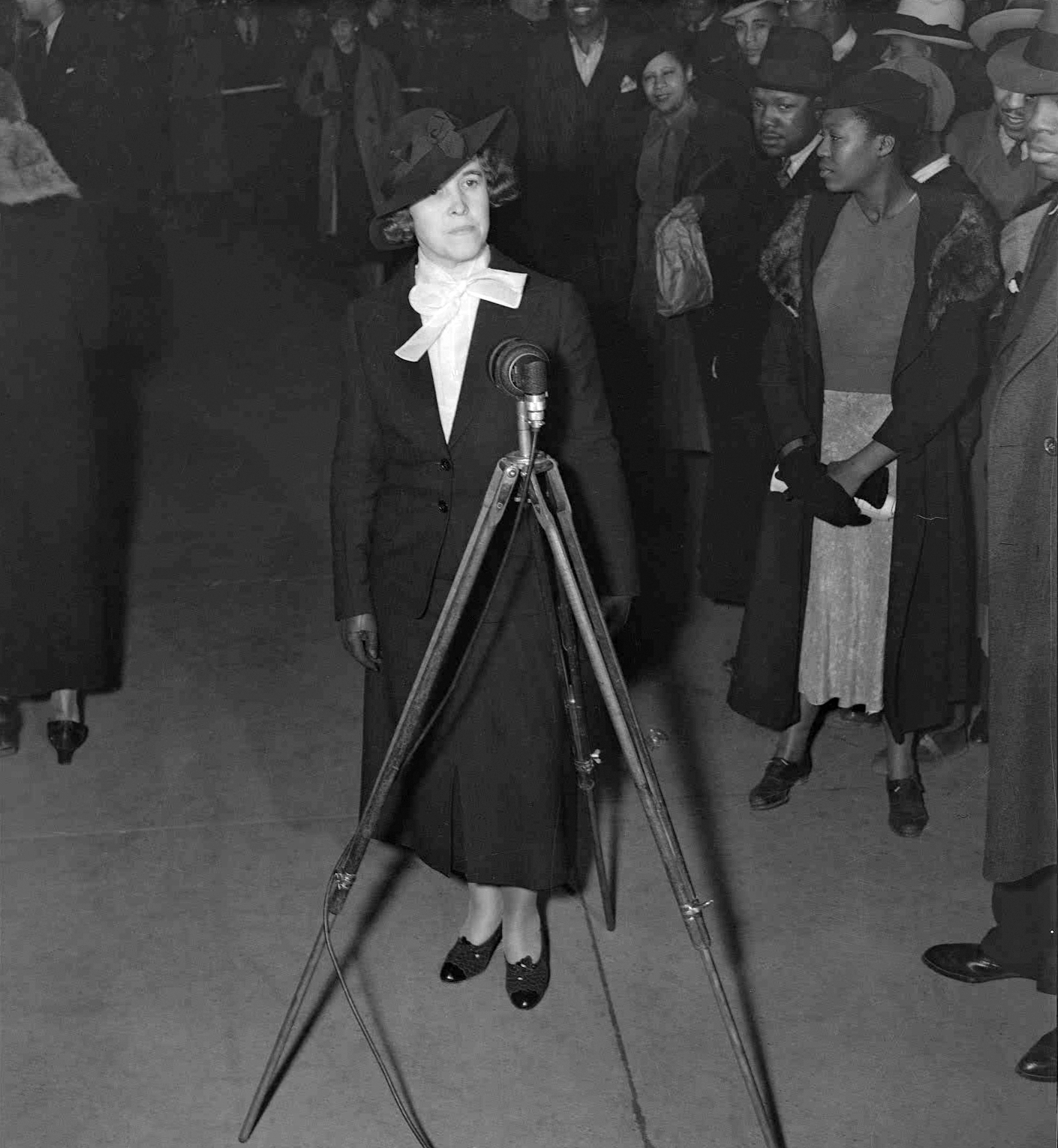
Flanagan als Direktorin vom Federal Theater Project, bei einer Hamlet-Premiere in Harlem, 1936.

Hallie Flanagan Davis (geboren am 27. August 1889 in Redfield, South Dakota; gestorben am 23. Juni 1969 in Old Tappan, New Jersey) war eine US-amerikanische Theaterproduzentin, -regisseurin und Bühnenautorin. Sie war Direktorin des Federal Theater Project, einer Initiative der Works Progress Administration.

## Leben
Hallie Flanagan wurde in South Dakota geboren und zog im Kindesalter mit ihren Eltern nach Grinnell, Iowa. Dort studierte sie Philosophie und Germanistik am Grinnell College; sie war im Studententheater aktiv. Sie erhielt den Bachelor-Abschluss im Jahr 1911. Während des Studiums lernte sie ihren Mann, Murray Flanagan, kennen, der ebenso Theatermacher war. Sie heirateten und hatten zwei Söhne, Jack und Frederick Flanagan. Murray starb 1919 an Tuberkulose. 1922 starb der Sohn, Jack. Hallie und Frederick zogen nach Cambridge, Massachusetts, wo sie unter George Pierce Baker am Radcliffe College/Harvard University Darstellende Kunst und Dramaturgie studierte. Während der Zeit am Radcliffe College und später am Vassar College (1916–1919) machte Flanagan erste Schritte im experimentellen Theater. Nach dem Tod ihres ersten Mannes heiratete sie im Jahr 1934 den Witwer Philip Davis, Professor für Altgriechisch.

## Theaterkarriere

### Vassar College
Als Flanagan nach Vassar kam, gab es kein Theater und alle Schauspielkurse wurden an der Fakultät für Anglistik untergebracht. Flanagans offizieller Titel war Director der Sprecherziehung. 1926 erhielt Flanagan als erste Frau ein Guggenheim-Stipendium, um 14 Monate lang das Theater in Europa zu studieren. Während dieser Zeit lernte sie einige der einflussreichsten Persönlichkeiten des Theaters kennen, darunter John Galsworthy, Konstantin Stanislawski, Edward Gordon Craig und Lady Gregory. Flanagan hatte vor allem eine Verbindung zum russischen Theater und schrieb später ein Buch, Shifting Scenes of the Modern European Theater (1928), das auf ihren Reisen basiert.
Nach ihrer Rückkehr nach Vassar begann sie, viele ihrer neu entwickelten Ideen mit dem von ihr gegründeten Vassar Experimental Theatre zu verwirklichen. Das erste Stück, das sie produzierte, war Anton Tschechows Heiratsantrag, in dem sie den ursprünglichen Tschechow-Stil, einen expressionistischen Stil und Meyerholds konstruktivistische Techniken in den drei Akten verwendete. Im Laufe der Jahre drängte sie die Verwaltung, einen eigenständigen Studiengang für Drama zu gründen, der aber erst nach Flanagans Weggang genehmigt wurde. Flanagan erlangte nationale Bekanntheit, nachdem sie die von ihr mitverfasste Theateradaption Can You Hear Their Voices? produziert hatte, die auf der Kurzgeschichte von Whittaker Chambers basiert, die 1931 für The New Masses geschrieben wurde.

### Federal Theater Project
Flanagan war eine einflussreiche Persönlichkeit des amerikanischen Theaters während der New-Deal-Ära und trug zur Kultur der 1930er Jahre bei. Sie wurde Direktorin des Federal Theater Program. Die Initiative beschäftigte arbeitslose Künstler in den Bereichen Tanz, Theater, Puppenspiel und Zirkus, die ein nationales Publikum sowohl erziehen als auch unterhalten sollten. Flanagan hoffte, dass ihre Bemühungen auch nach der Wirtschaftskrise ein relevantes nationales Theater etablieren würden, das wiederum in regionalen Traditionen verwurzelt sein sollte.
Flanagan half, das Federal Theater Project zu formen und kämpfte dafür, es durch die schwierigen Jahre der Verleumdungen und bürokratischen Kriege am Leben zu erhalten, aber das Programm wurde bereits 1939 eingestellt. Flanagan widmete sich der Vision von „Living Newspapers“. Wichtige Produktionen waren Stücke wie Power, One Third of a Nation und The Cradle Will Rock, die allesamt Montagen aus Schauspiel, Kino, Musik und Dokumentarfilmen verwendeten, um Themen wie Sitzstreiks, Energieversorgung und verfallene Wohnungen zu behandeln.
Obwohl sie keine Kommunistin war, gehörte Flanagan der Popular Front an, die versuchte, die amerikanische Kultur nach demokratischeren und kooperativeren Linien zu erneuern. In diesem Bestreben musste das Federal Theater Program gegen die Zensur durch regionale Verwalter der Works Progress Administration ankämpfen, ebenso gegen den Kongress und zeitweise sogar gegen Verbündete des New Deal. In New York, dem wichtigsten Theaterzentrum des Landes, musste sich Flanagan gegen die Worker’s Alliance durchsetzen. Flanagan reiste und arbeitete unermüdlich für die Initiative, aber Martin Dies, Vorsitzender des Special Committee to Investigate Un-American Activities, und weitere Gegner brachten das Programm zum Stillstand. Es hat nur vier Jahre überlebt.

### Smith College
1942 ging Flanagan als Institutsvorstand für Theaterwissenschaft am Smith College, wo sie bis zu ihrer Emeritierung blieb.